# Germània (llibre)
Germània (llatí: De Origine et situ Germanorum) és un treball etnogràfic escrit per Tàcit cap a l'any 98, aproximadament. Considerat una de les seves obres menors, tracta detalladament els diversos pobles de Germània contrastant la seva vitalitat i virtut enfront de la feblesa i vici de la corrompuda societat romana.
Tàcit mai no va viatjar a aquestes terres i tota la seva informació procedeix de fonts secundàries, en el millor dels casos. L'historiador Ronald Syme considera que la major part és copiada del Bella Germaniae de Plini el Vell. Altres fonts suggerides són els Commentarii de Bello Gallico de Juli Cèsar, i obres d'Estrabó, Diodor de Sicília, Posidoni i Publi Aufidi Bas i, possiblement, entrevistes amb militars o comerciants que haurien travessat els rius Rin i Danubi, a més de mercenaris germànics destacats a Roma.

## El Codex Aesinas
L'únic pergamí que ha perdurat és el Codex Aesinas Latinus 8 (I), descobert en 1902 a la biblioteca privada del comte Aurelio Guglielmi Balleani de Jesi En 1936, donada la seva importància simbòlica per al nazisme, Hitler va demanar a Mussolini el manuscrit oposat a Jesi, i encara que Mussolini va accedir en un primer moment, en adonar-se de la impopularitat de tal decisió, va canviar després d'opinió. En 1943, un destacament de les SS és enviat al palazzo dels Balleani en Fontedamo, prop d'Ancona per fer-se amb el manuscrit. Al no trobar-ho allí van buscar en altres propietats de la família. Encara que no ho van trobar, el manuscrit estava en un bagul del celler secret del palazzo de Iesi.
El 1994, va ser lliurat a la Biblioteca Nazionale a Roma, la seva ubicació actual, com Cod. Vitt. Em. 1631.11.